# Van Buren megye (Arkansas)
Van Buren megye az Amerikai Egyesült Államokban, azon belül Arkansas államban található. Megyeszékhelye és legnagyobb városa Clinton. Lakosainak száma 15 796 fő (2020. április 1.). Van Buren megye Searcy, Conway, Stone, Cleburne, Faulkner és Pope megyékkel határos.

## Népesség
A megye népességének változása:
| Lakosok száma | 17 298 | 17 138 | 17 074 | 16 932 | 16 771 | 15 796 |
|               | 2010   | 2011   | 2012   | 2013   | 2015   | 2020   |